# تشارلز بير
تشارلز بير هو سياسي كندي، ولد في 24 نوفمبر 1941 في تورونتو في كندا. حزبياً، نشط في الحزب الليبرالي في أونتاريو ‏. وقد انتخب عضو برلمان مقاطعة أونتاريو.